# 青藏野青茅
青藏野青茅（学名：Deyeuxia holciformis）为禾本科野青茅属下的一个种。